# Convento do Salvador (Évora)
O antigo Convento do Salvador do Mundo, também referido como Convento e Igreja do Salvador, fica situado na Praça do Sertório, freguesia de Évora (São Mamede, Sé, São Pedro e Santo Antão), na cidade de Évora.
O que subsiste do Convento do Salvador do Mundo, a Igreja, a Torre-Mirante e parte do claustro, está classificado como Imóvel de Interesse Público desde 1922.

## História
Este Convento foi sagrado em 24 de Julho de 1610, depois de a comunidade de freiras clarissas que o ocupavam terem primitivamente habitado no sítio onde depois, por ordem do Cardeal D.Henrique, Arcebispo de Évora, se construiu a Igreja do Colégio dos Jesuítas. 
A igreja é um puro exemplar da arte barroca conventual do século XVII. Ao seu lado, subsiste a antiga torre da cerca velha da cidade, construção do século XIV (com prováveis origens visigóticas), depois integrada pelas freiras no Mosteiro, como torre-mirante (com as habituais janelas de tijoleira, que também existem nos outros dois conventos de clarissas da cidade, Santa Clara e Calvário.
Encerrado por força da expulsão das Ordens Religiosas, no final do século XIX, serviu como Quartel de Artilharia 1 até ser demolido, na década de 1940, dando lugar ao edifício da Estação dos Correios de Évora e à nova Rua de Olivença. Escaparam à destruição a Igreja, a Torre-Mirante e parte do Claustro.